# كيم جاي-شين
كيم جاي-شين (هانغل: 김재신) هو لاعب كرة قدم كوري جنوبي في مركز الدفاع، ولد في 30 أغسطس 1973 في كوريا الجنوبية. شارك مع منتخب كوريا الجنوبية تحت 20 سنة لكرة القدم. أما مع النوادي، فقد لعب مع سوون سامسونغ بلووينغز.

## وصلات خارجية
- كيم جاي-شين على موقع الاتحاد الدولي (مؤرشف)  (الإنجليزية)
- كيم جاي-شين على موقع دوري كوريا الجنوبية (الإنجليزية)